# Georges Boyer (dramaturge)
Pour les articles homonymes, voir Georges Boyer (homonymie) et Boyer.
Georges Boyer, né le 21 juillet 1850 à Paris où il est mort le 25 avril 1931, est un dramaturge français, secrétaire général de l’Académie nationale de musique.

## Biographie
Fils de l’homme de lettres Louis-Joseph Boyer, qui a dirigé, entre les années 1854-56, le théâtre du Vaudeville, il a pris part à la campagne de 1870, et collaboré comme courriériste théâtral au Figaro et au Gaulois, où il a succédé, en 1879, sous le même pseudonyme de « Parisine », à Hippolyte Nazet.
Il épouse en 1877 Gabrielle Godillot (1855-1935) fille de Félix Godillot et nièce du grand Alexis Godillot, dont il a trois filles: Geneviève, épouse de Joseph Rosset, Germaine, épouse d'André de Laumois puis de Jacques Antoine-May, et Gisèle, épouse de René Leclerc.
En 1887, il est devenu rédacteur en chef du Supplément littéraire du Petit Journal, dont il écrit la causerie de tête sous le pseudonyme de « Blaise Thiberte ».
Il a fait représenter la Famille, comédie en un acte, avec Edmond Gondinet au Palais-Royal, le 18 septembre ; En scène, Mesdemoiselles, revue en trois actes et un prologue, avec Charles Clairville au Renaissance, le 6 octobre 1890 ; Hérode, drame lyrique qui lui a valu, en 1883, sur 169 concurrents, le prix Rossini de 3 000 francs) avec musique de William Chaumet à Bordeaux, le 30 janvier 1892 ; le Portrait de Manon, opéra comique en un acte, musique de Jules Massenet à l’Opéra-Comique, le 8 mai 1894 ; Mirka l’Enchanteresse, pantomime, musique d’André Pollonnais, à la Gaité, représentation extraordinaire, le 11 janvier 1896 ; Dolorès, drame lyrique avec André Pollonnais à Nice, en février 1897.
Il a travaillé pour quelques compositeurs célèbres, notamment Polichinelle et Bébé pour Georges Piter, le Mariage d’Oiseaux pour Auguste Coédès, et Enfants pour Massenet. Ses vers ont été publiés en volume chez Ollendorff, sous le titre de Paroles sans musique, en 1884, avec une préface d’Auguste Vitu. En 1887, le même éditeur a publié le monologue en vers le Trèfle à quatre feuilles, illustré d’eaux fortes par Paul Avril, et dit un peu partout par Suzanne Reichenberg. Il a, en outre, composé avec la musique de Thomas, Saint-Saens, Reyer, Godard, Dubois, Faure, Lecoq, Vidal.
Comme journaliste, il a également collaboré à l’Événement. Il a, en outre, été secrétaire général de plusieurs parmi les plus importants théâtres de Paris et en particulier de l'Opéra de Paris de 1891 à 1907. Ce lauréat de l’Institut était également officier de la Légion d’honneur et officier de l’Instruction publique, et porteur de nombreuses décorations étrangères.

## Distinctions
- Officier de l'Instruction publique
- Officier de la Légion d'honneur (1924)